# Густав Лефферс
Густав Лефферс (нім. Gustav Leffers; 2 січня 1892, Вільгельмсгафен, Німецька імперія — 27 грудня 1916, Серизі, Франція) — німецький льотчик-ас, лейтенант резерву Прусської армії. Кавалер ордена Pour le Mérite.

## Біографія
До Першої світової війни навчався на морського інженера. З першими залпами війни пішов добровольцем в авіацію, проходив підготовку восени та навесні 1914 року. 14 лютого 1915 року отримав направлення в 32-й польовий льотний дивізіон, де літав на розвідувальному літаку LVG В. 21 березня 1915 року підвищений до унтерофіцера, 25 липня 1915 року — до лейтенанта. 15 вересня 1915 року розпочав підготовку на пілота-винищувача. 5 листопада 1915 року, під час польоту на першому винищувачі Fokker Eindekker, що прибув у 32-й дивізіон, Лефферс зазнав аварії при посадці, але залишився неушкодженим.
Свій бойовий рахунок Лефферс відкрив у грудні 1915 року, і до березня 1916 року вже мав чотири офіційні перемоги. Винищувальна група 32-го дивізіону, розташована в Бертенкурі, дістала назву «бойове командування одномісних винищувачів В» (КЕК В) і мала її до 31 травня 1916 року, коли перейменована в розвідувальне командування «Північ» (AKN). Наприкінці липня цій авіачастині повернули колишнє найменування КЕК В, а восени вона стала 1-ю винищувальною ескадрильєю. У її складі Лефферс ще чотири рази досягав успіху. 27 грудня 1916 року близько полудня в довгому бою з винищувачами FE 2 неподалік Серизі літак Лефферса збили й він загинув.
Всього за час бойових дій здобув 10 перемог.

## Нагороди
- Залізний хрест 2-го і 1-го класу
- Нагрудний знак військового пілота (Пруссія)
- Військовий хрест Фрідріха-Августа (Ольденбург) 2-го і 1-го класу
- Королівський орден дому Гогенцоллернів, лицарський хрест з мечами
- Pour le Mérite (5 листопада 1916)